# Convento de Gössweinstein

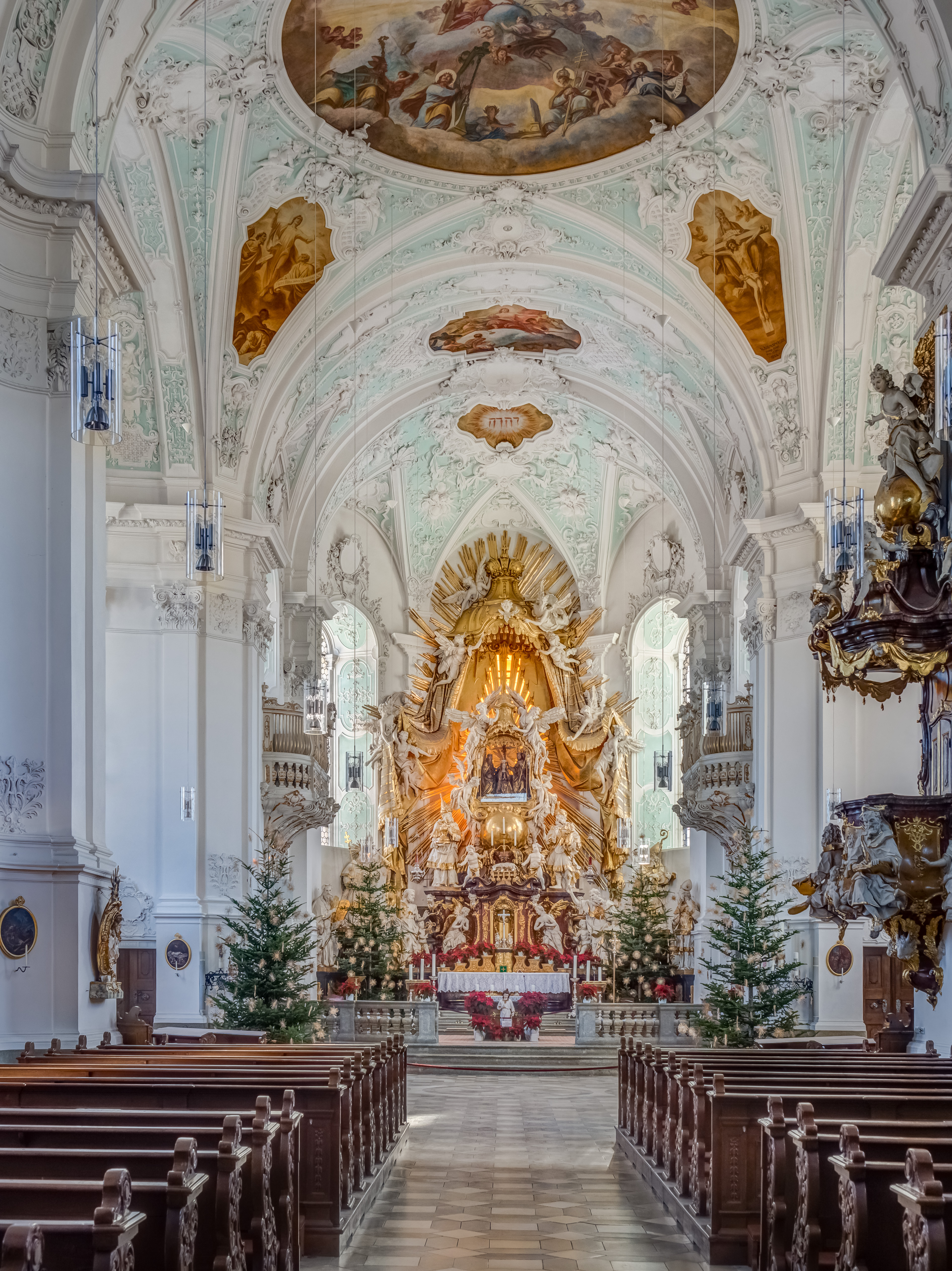
Interior de la basílica

El convento de Gössweinstein (en alemán: Kloster Gößweinstein) es un antiguo convento capuchino y ahora un convento franciscano situado en Goessweinstein en Franconia, en la archidiócesis de Bamberg. El papa Pío XII elevó su iglesia de la Santísima Trinidad al estatus de basílica menor el 7 de mayo de 1948.

## Historia
El monasterio, dedicado a san Francisco de Asís, fue fundada en 1723 por el príncipe elector Lothaire-François de Schönborn, arzobispo de Maguncia, para dar la dirección espiritual a los capuchinos del peregrinaje local y de hacer de su iglesia de la Santa Trinidad una iglesia parroquial. Los planos de los nuevos edificios fueron diseñados por el barón von Ritter zu Groenesteyn en 1728 y por Balthasar Neumann, encargado por el príncipe-obispo y conde de Schönborn-Buchheim, volver a desarrollar la iglesia y convento de estilo barroco entre 1730 y 1739.
En el momento del receso del Imperio de 1803, el convento no fue secularizado, pero le fue prohibido acoger a novicios, lo que significaba su sentencia de muerte a corto plazo. Sin embargo, el convento logró sobrevivir y pasó a los franciscanos en 1825.